# Belantsea
Belantsea es un género extinto de holocéfalo del orden Petalodontiformes, que surgió en el Periodo Carbonífero, y desapareció en la extinción masiva del Pérmico-Triásico.
Se caracterizaba por tener una forma singular, ya que parecía un pez óseo en vez de un pez cartilaginoso; de hecho, está lejanamente emparentado con las actuales quimeras. Se alimentaba de esponjas ancestrales, braquiópodos, crinoideos, crustáceos y peces pequeños. Belantsea montana es la representación clásica de orden Petalodontiformes.

## Especies
Se reconocen dos especies de Belantsea:
- Belantsea montana
- Belantsea occidentalis